# Протесты в Иране (2022—2023)
16 сентября 2022 года, после новости о гибели Махсы Амини, которая была предположительно избита сотрудниками Назидательного патруля после ареста за «неподобающее ношение хиджаба», в Иране начались массовые протесты и беспорядки против государственного строя страны.
Возле больницы, где лечили Амини, прошли протесты, которые распространились на другие города, в первую очередь в её родной провинции Курдистан. В ответ на демонстрации иранское правительство с 19 сентября ввело ограничения на Интернет. Сообщается о последующих демонстрациях в поддержку правительства.
По состоянию на 12 октября, по меньшей мере 200 протестующих были убиты в результате сопротивления правительства. Это самые смертоносные протесты с 2019 года.

## Предыстория
Махса Амини была арестована патрулём 14 сентября 2022 из-за «неподобающего ношения хиджаба». 16 сентября Амини скончалась. Полицию обвинили в избиении и нанесении смертельной травмы. После её похорон в разных частях Ирана прошли акции протеста. Через 2 дня в провинции Курдистан была объявлена общенациональная забастовка.

## Хронология
Люди скандировали лозунги «Смерть диктатору», «Назидательный патруль — убийцы», «Я убью, я убью того, кто убил мою сестру», «Клянусь кровью Махсы», «Иран будет свободен», «Хаменеи — убийца, его правительство недействительно», «Притеснение женщин от Курдистана до Тегерана». Несколько женщин сняли и сожгли свои хиджабы в ответ на нападение полиции и скандировали лозунг «Бесстыдное исламское государство». Автомобили сигналили на улицах в знак протеста. В тот же вечер на площади Аргентины в Тегеране прошла ещё одна акция протеста против законов об обязательном ношении хиджаба. Протестующие скандировали лозунги против режима Ирана и законов об обязательном ношении хиджаба. Полиция встретила протест насильственными арестами некоторых протестующих.

### Сентябрь

#### 17—20 сентября
После похорон Махсы Амини начались акции протеста в её родном городе Секкезе, Сенендедже и других городах против полицейского произвола и притеснения женщин. Известно, что как минимум одну демонстрацию полиция разгоняла с помощью слезоточивого газа.
18 сентября жители Сенендеджа снова вышли на улицы и скандировали лозунги «Смерть диктатору», «Позор нам, позор нам, нашему незаконнорождённому лидеру» и «Смерть Хаменеи». Группа женщин в знак протеста сняла хиджабы. По данным Би-би-си, силы безопасности открыли огонь по демонстрантам. Также ряд студентов Тегеранского университета провели акцию протеста с плакатами. В этот день сообщалось об усиленном присутствии сил безопасности в городах Тегеран и Мешхед.
К 19 сентября в центре Тегерана отключили мобильный Интернет. Согласно видеороликам из социальных сетей, акции протеста продолжались в центре Тегерана, северном городе Рашт, центральном городе Исфахан, а также в населённых курдами городах на западе Ирана. По данным Hengaw, которая следит за соблюдением прав человека в Иране, трое протестующих были убиты силами безопасности в провинции Курдистан.
Мужчина по имени Фарджад Дарвиши был убит полицией во время акции протеста в городе Валиаср возле Урмии. Предположительно, он был застрелен агентами службы безопасности во время демонстрации и скончался по дороге в больницу от огнестрельных ранений.
По данным «Голоса Америки» на 20 сентября, протесты перекинулись как минимум на 16 из 31 провинции Ирана. Протестующие в Сари сорвали фотографии аятоллы и его предшественника с городского здания. Государственные СМИ Ирана сообщили, что в ходе протестов в Курдистане были убиты три человека. Двое протестующих мужчин были убиты силами безопасности в Западном Азербайджане, а одна женщина в Керманшахе. Прокурор Керманшаха заявил, что людей убивают «контрреволюционные элементы». Государственные СМИ Ирана сообщили о гибели помощника полицейского от рук протестующих в южном городе Шираз. Некоторые свидетели, опрошенные CNN, охарактеризовали протесты как «внезапные». Демонстранты стремились сформироваться, а затем быстро рассеивались, прежде чем силы безопасности могли вмешаться.

#### 21—24 сентября
Участились случаи, когда женщины публично сжигают хиджабы и обрезают волосы в знак протеста. Amnesty International в своём докладе написала о 9 погибших среди протестующих и силовиков. С начала протестов по 21 сентября известно о трёх людях, погибших в провинции Курдистан от рук силовиков. По словам государственных СМИ, в Мешхеде был зарезан член «Басидж».
Доступ жителей к Instagram и WhatsApp (основным социальным платформам в стране) был ограничен. Ополчение Басидж провело проправительственные контрмитинги в Тегеране. В других странах (Швеция, США, Канада, Турция) прошли акции солидарности с иранским народом.
Как сообщалось, в Секкезе произошла короткая перестрелка между иранской армией и КСИР.
22 сентября в Тегеране протестующие жгли полицейские участки и машины полиции нравов. Протесты продолжились в более чем 30 городах Ирана, несмотря на массовые отключения Интернета. Акции протеста продолжились в разных районах к северу и югу от Тегерана. Также акции протеста начались в ранее не участвовавших районах. В Тебризе в Восточном Азербайджане протестующие сожгли банк, скандируя «Пусть живёт Азербайджан. Кто против — пусть ослепнет». Иранские СМИ заявили, что погибло по меньшей мере 17 человек, в то время как иранская правозащитная неправительственная организация подсчитала, что среди гражданских лиц погиб по меньшей мере 31 человек.
23 сентября в Тегеране продолжились протесты, сообщалось о тяжёлых боях в Исфахане. Также акции продолжились во многих других городах, таких как Мешхед и Баболь. Ряд знаменитостей посоветовали государству не продолжать репрессии. Сообщалось, что после нескольких дней ожесточённых столкновений протестующие взяли под свой контроль город Ошнавие, однако правительство это отрицало.
В Шахре-Рей члены бригад Имама Али военизированой организации Басидж использовали автоматы АКМ для стрельбы по протестующим. Это уже не первый случай подавления митингов огнестрельным оружием. В стране продолжают проходить и митинги в поддержку режима, участники которых держат антиамериканские плакаты.
Университеты и школы в большинстве провинций были переведены на дистанционную форму обучения.
Президент Ирана Ибрахим Раиси выступил с речью, в которой признал, что избиение Махсы Амини было, но заявил, что подобные случаи были и в Америке и власти США не реагировали на них. 23 сентября было известно примерно о 50 убитых митингующих.
24 сентября массовые протесты в оспариваемом городе Ошнавие продолжались. Участники митингов сожгли статуи иранскому генералу Касему Сулеймани и Высшему руководителю Ирана Али Хаменеи. Иранцы, живущие за границей, прошли маршами в разных городах мира, в том числе в Берлине, Штутгарте и Мельбурне.
В провинции Гилян полиция и иранская революционная гвардия арестовали 739 человек. В Хузестане было конфисковано 88 единиц оружия. Комитет по защите журналистов сообщил об аресте 11 сотрудников, в том числе Нилуфара Хамеди, репортёра, который изначально распространил историю Махсы Амини.
24 сентября в городе Карадж участвовавшая в протестах 22-летняя Хадис Наджафи была застрелена шестью пулями иранскими силами безопасности.
В городе Ошневие в провинции Западный Азербайджан полицейские участки и склады оружия были захвачены местным населением. Полиция, военные и правительственные органы отступили.

#### 25—30 сентября
Акции солидарности прошли в разных городах мира, таких как Лондон, Брюссель и Нью-Йорк. Один из членов «Басидж» скончался от ранений, полученных им 22 сентября. Несмотря на угрозу конфронтации с протестующими, люди вышли на улицы.

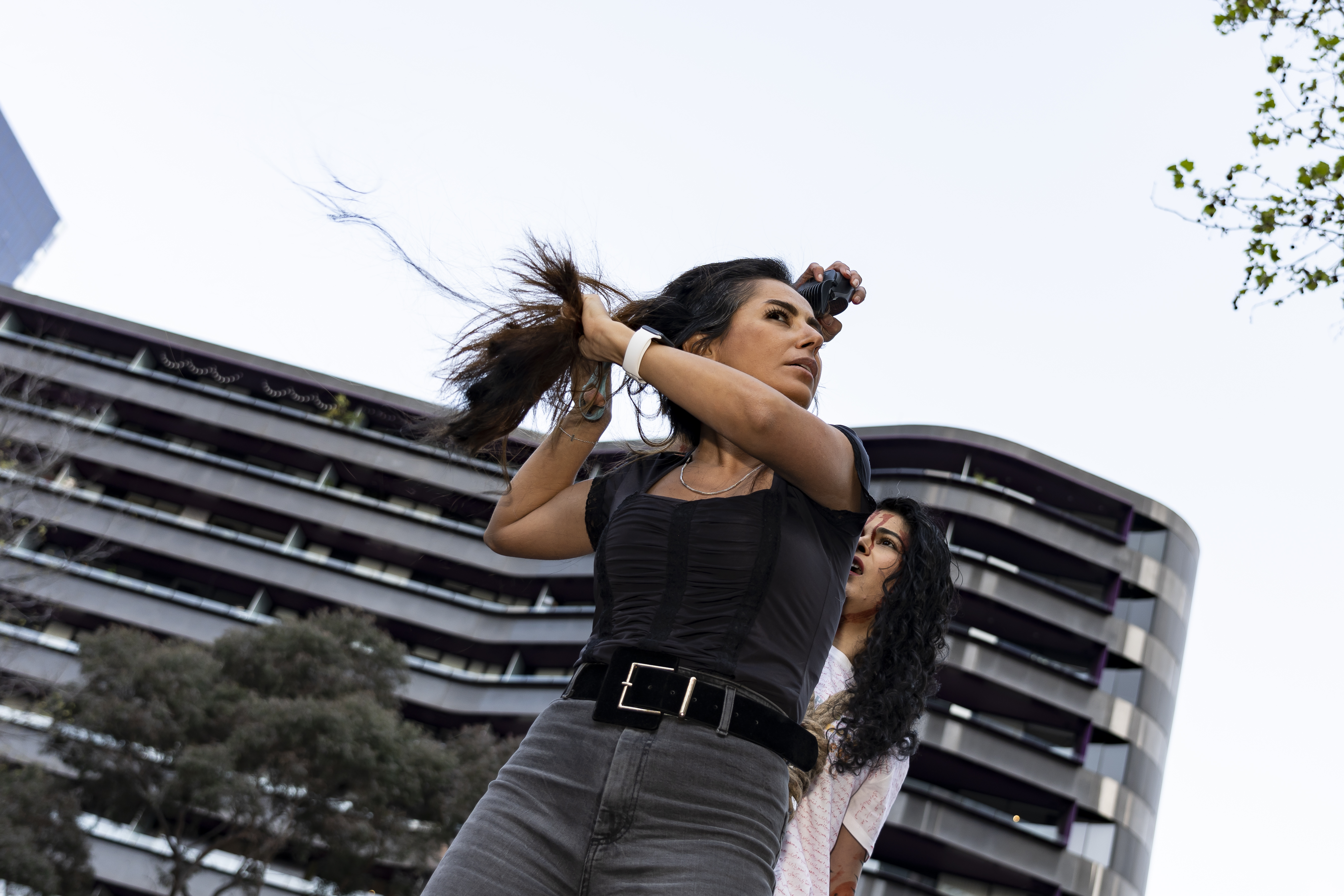
Женщина в Мельбурне, Австралия, отрезает себе волосы в знак солидарности (24 сентября)

Студенты университета в Тебризе присоеденились к митингам, скандируя против арестов других протестующих студентов. Мохсени Эджеи, главный судья Ирана, сказал: «Полицейские не спали прошлой и позапрошлой ночью… их нужно поблагодарить».
На 27 сентября известно о 76 смертях и более тысячи задержаний. Иранские правозащитники заявили, что силы безопасности стреляли оружейными патронами прямо по скоплениям протестующих. Была арестована дочь Акбара Хашеми, бывшего президента Ирана с 1989 по 1997. 28 сентября возле Брайденбургских ворот в Германии прошла акция солидарности, собравшая более 1800 человек. На неё пришла иранская актриса Пега Феридони и член Христианско-социального союза Дороте Бор.
Протесты продолжились, 83 человека погибло. 29 сентября полиция арестовала артиста Шервина Хаджипура в Тегеране. Его песня «Baraye» о смерти Махсы Амини набрала более 40 миллионов просмотров в Instagram за день.
30 сентября полиция Захедана открыла стрельбу по людям, которые совершали пятничную молитву. Около 40 человек были расстреляны в городе во время протестов, которые продолжились в городе после сообщения об изнасиловании 15-летней девочки начальником иранской полиции. Люди, собравшиеся возле полицейского участка и требовавшие наказания преступника, были атакованы вертолётами с воздуха. Ночью полицейский участок был сожжён. Множество членов КСИР были убиты, включая старшего командира, умершего после выстрела в грудь. Погибли полковники гвардии Хамидреза Кашими, Мохаммад Амин Азаршокр. Были уничтожены 2 ополченца Басидж. Государственные СМИ сообщили о гибели 19 протестующих и 32 полицейских.
По оценке оппозиционного издания Human Rights Activist News Agency, 40 демонстрантов было убито.

### Октябрь

#### 1—5 октября
Акции солидарности прошли в Риме, Стокгольме, Канаде, Сеуле, Париже и в ряде других крупных городов. В Нью-Йорке более 50 тысяч человек приняли участия в протесте против властей Ирана. В Тегеране полиция разогнала забастовку студентов исламского университета Азад. Иран освободил американцев Бакера Намази и его сына Сиамака Намази, которые были задержаны в 2016 году.
2 октября в иранском университете Шариф прошла забастовка, по членам которой был открыт огонь. Министр науки, исследований и технологий Ирана Мохаммад Али Золфигол вмешался в ситуацию и смог вывести часть людей, однако другие были задержаны правительственными органами.
На следующий день Али Хаменеи сделал заявление, в котором назвал протесты «беспорядками» и «замыслом США и Израиля». Он преподнёс волнения как сепаратизм, который продвигает Запад. Также Высший руководитель сказал, что жил среди этнических белуджей и что они «преданы Исламской Республике Иран».
BBC News опубликовало видео, где показало, как школьницы-подростки в нескольких городах присоединяются к протестам, снимают платки и скандируют антиправительственные лозунги. В социальных сетях распространяется видео, на котором группа школьниц в Кередже выгоняет чиновника из своей школы, крича «позор вам» и бросая в него пустые бутылки из-под воды. Также протесты прошли в Ширазе и Саккезе.
Стали известны подробности смерти 15-летней участницы протестов Ники Шакарами, которая пропала без вести 20 сентября. В своём последнем сообщении Шакарами сообщила другу, что её преследуют сотрудники полиции. 30 сентября семья Шакарами нашла её тело в морге в Тегеране. У девушки были сломаны нос и череп. 2 октября тело Ники Шакарами было перевезено в Хорремабад, родной город её отца, под давлением властей её семья согласилась не проводить публичные похороны. Тётя женщины, которая писала о своей племяннице в социальных сетях, также была арестована в воскресенье после того, как силы безопасности провели рейд в её доме и пригрозили убить её, если кто-то из семьи примет участие в протестах, сообщает BBC Persian.
4 октября Ибрахим Раиси выступил с речью, призывающей к единству, повторив предыдущее заявление Хаменеи об «иностранном вмешательстве». Певец Шервин Хаджипур был освобождён под залог.
5 октября иранские силы «безопасности» разместились в университетах Урмии, Тебриза, Решта и Тегерана. Французские актрисы, включая Жюльет Бинош и Изабель Юппер, отрезали пряди волос в знак протеста против смерти Амини.

#### 6—10 октября
8 октября общенациональные акции протеста начались ещё до полудня. В университете Аль-Захра президент Раиси позировал для группового фото в одном из кампусов, в то время как протестующие женщины в других местах кампуса кричали «Смерть угнетателю». Протесты прошли в Саккезе и Сенендедже. В интернете широко распространилось видео женщины, застреленной в Мешхеде. Убийство сравнивали с убийством Неды Ага-Солтан в 2009 году. Протесты также прошли в Тегеране, Исфахане, Карадже, Ширазе, Тебризе, Дивандаррехе и Махабаде. Поскольку протесты продолжались уже четвёртую неделю, правительственные полуофициальные информационные агентства попытались преуменьшить значение протестов в Тегеране, заявив, что демонстрации были «ограниченными» и что торговцы на базаре закрыли свои магазины, опасаясь ущерба, а не из-за начавшейся забастовки. В Сенендедже за рулём был убит мужчина. Прямая трансляция государственного телевидения была взломана группой протестующих «Правосудие Али» (перс. عدالت علی‎) около 18:00 по местному времени. В ходе вторжения в эфир было показано перечёркнутое изображение Хаменеи, окружённое пламенем, с различными агитационными лозунгами, адресованными телеаудитории, и стихом «Кровь нашей юности на ваших руках». Всё это сопровождалось аудиозаписью пения «Женщина, жизнь, свобода». The Guardian охарактеризовала протесты в этот день в Тегеране как «крупные, но не масштабные».
9 октября ученики были арестованы в школе силами безопасности и помещены в фургоны без номерных знаков. Все школы и высшие учебные заведения были закрыты в курдских районах Ирана. Протесты продолжились в десятках городов страны. По данным правозащитных групп, в них приняли участие сотни старшеклассниц и студенток университетов. Силы безопасности встретили их слезоточивым газом и использовали огнестрельное оружие. Правительство Ирана отрицало использование боевых патронов.
На следующий день в более 1000 рабочих иранских нефтехимических заводов в Бушере и Дамаванде угрожали правительству объявить забастовку и скандировали «смерть диктатору», что The Guardian назвала «зловещим событием для режима». В Твиттере было опубликовано видео, на котором десятки нефтяников блокируют дорогу к нефтехимическому заводу в Бушире. Министерство нефти Ирана не дало комментариев.
В третий раз с момента начала демонстраций представители медицинского сообщества Ирана выступили с заявлением, в котором потребовали от силовиков проявлять большую сдержанность. Они утверждали, что протестующих выводили из машин скорой помощи и избивали дубинками. До этого были сообщения об использововании карет скорой помощи для перевозки полицейских.
Согласно официальной прессе Ирана, двадцать четыре сотрудника службы безопасности были убиты с начала протестов «бунтовщиками». По данным правозащитной группы Hengaw, силы безопасности в большом количестве дислоцированы в Сенендедже, Саккезе и Дивандарре. Hengaw также сообщил, что с 8 октября по меньшей мере пять курдов были убиты и более 150 получили ранения.

#### 11—15 октября
11 октября столкновения между протестующими и правительственными силами безопасности продолжались. Правительство начало переброску танков в курдские районы Ирана. На энергообъектах (например, на нефтеперерабатывающем заводе в Абадане, Кангане и нефтехимическом завод в Бушере) вторые сутки продолжалась забастовка. Представитель регионального правительства Ирана попытался отрицать продолжающиеся беспорядки в энергетическом секторе и заявил, что рабочие завода в Ассалуйе «возмущены спором о заработной плате и не протестуют против смерти Амини». Аналогичным образом, иранское государственное информационное агентство IRNA сообщило, что нефтеперерабатывающий завод в Абадане работает нормально, и отрицало, что на этом объекте были организованы забастовки. Десятки университетов также продолжили забастовку. В городе Фуладшахр провинции Исфахан протестующие подожгли офис лидера молитвы. Агентство Reuters отметило, что именно сочетание массовых протестов и забастовок нефтяников и базаров помогло шиитскому духовенству Ирана прийти к власти в 1979 году.
12 октября правозащитные группы заявили, что сотни детей содержались под стражей, в основном в тюрьмах, без доступа к адвокатам и без надлежащего уведомления их родителей. Министр образования Ирана Юсоф Нури заявил, что арестованные школьники содержатся в «психологических центрах» и будут освобождены после «перевоспитания».
Начальник полиции Хосейн Аштари признал, что по протестующим стреляли, но приписал выстрелы не правительственным силам, а скорее «контрреволюционным группам», одетым в полицейскую форму.
Протестующие призвали к массовому митингу в Тегеране после насилия накануне вечером в столице, а также в Сенендедже, Секкезе, Букане и Дехголане. Многие магазины Тегерана остались закрытыми в знак протеста, а демонстрация под руководством Тегеранской коллегии адвокатов была разогнана силами безопасности.
Высокопоставленный консервативный политик Али Лариджани в ответ на чрезмерное соблюдение государством законов о хиджабе призвал к «пересмотру» закона и признал, что протесты имеют глубокие политические корни, а не просто «результат действий США» или «израильский заговор». В свою очередь, силы безопасности продолжили репрессии в курдских районах Ирана, за ночь было убито 7 демонстрантов. Полицейские открыли огонь прямой наводкой, в результате чего погибли два человека в Керманшахе. Hengaw добавили, что в Керманшахе были убиты трое сотрудников сил безопасности, ещё около 40 получили ранения.
13 октября в Ардебиле учениц средней школы для девочек Шахед вынудили присоединиться к проправительственной демонстрации, на которой они должны были исполнить песню «Салам Фарманде» (досл. «Салют, командир» — иранская песня о Мухаммаде аль-Махди с идеологическими, прогосударственными политическими и религиозными темами, созданная для детей). Когда группа учениц отказалась от участия, в школу вызвали силовиков. Студентки были избиты, а 10 девушек арестованы. Ещё 12 девочек пришлось доставить в больницу Фатеми, а одна, Асра Панахи, скончалась от полученных травм.
Дипломат ЕС Жозеп Боррель призвал Иран прекратить репрессии против протестующих. CNN сообщил, что, по данным Amnesty International, с начала протестов было убито не менее 23 детей.
Появилось видео, на котором силы по борьбе с беспорядками изнасиловали протестующую женщину, что вызвало дальнейшее возмущение в социальных сетях. Видео было проверено персидской службой «Би-би-си». Полиция Тегерана, как сообщило государственное информационное агентство IRNA, заявила, что инцидент расследуется. Персидская служба «Би-би-си» заявила, что многие заключённые, особенно политические заключённые, сообщали о жестоком обращении, в том числе о сексуальном и психологическом насилии.
КСИР повесили в Тегеране гигантский рекламный щит с изображением около 50 известных иранских женщин в хиджабах под лозунгом «Женщины моей земли». Однако в течение 24 часов рекламный щит был убран из-за жалоб женщин, изображённых на плакате, которые возражали против того, чтобы их изображали как сторонников правительства и сторонников обязательного ношения хиджаба.
15 октября в интернете были опубликованы кадры из тюрьмы Эвин, где содержатся многие протестующие, журналисты и другие политические заключённые, на которых видно, что здание горит. Государственное информационное агентство IRNA сообщило, что заключённые подожгли складские помещения, но не удалось получить отчёт независимых свидетелей, подтверждающих это заявление. На заднем плане были слышны выстрелы, сирены и скандирование протестующих против правительства, а семьи заключённых собрались перед главными воротами. Также были замечены входящие в тюрьму силы безопасности и пожарные. По крайней мере один заключённый, который находился на временном освобождении по лицензии, был предупреждён за день до начала беспорядков о том, чтобы он не возвращался в тюрьму.
Протестующие призвали провести демонстрации в Ардебиле в знак протеста против смерти Асры Панахи 13 октября в результате нападения на неё сил безопасности в штатском в средней школе для девочек Шахед.

#### 16—23 октября
16 октября «The Jerusalem Post» сообщили, что силы, принадлежащие «Хезболле» (из Ливана) и «Хашд аш-Шааби» (из Ирака), оказывали помощь в разгоне протестов. По оценке главного корреспондента Reuters в Иране Париса Хафези, продолжающиеся беспорядки «не кажутся близкими к свержению системы».
17 октября Евросоюз ввёл санкции против одиннадцати человек и четырёх организаций в Иране, включая «Басидж» и полицию нравов. Протесты продолжились в 10 городах 9 провинций. Во время протестов в Ардебиле силы безопасности избили демонстрантов.
18 октября учащиеся средних школ, университетов и другие провели акции протеста как минимум в 9 городах 8 провинций. Отставной генерал КСИР Хоссейн Алаеи «выразил сочувствие некоторым требованиям протестующих и предложил упразднить патруль нравов».
20 октября координационный совет профсоюзов учителей объявил двухдневный публичный траур в связи с «несправедливо пролитой кровью искателей справедливости и гнусным убийством иранских студентов». Они призвали к общенациональной и сидячей забастовкам учителей 23 и 24 октября.
22 октября антиправительственные протесты прошли в 24 городах в 18 провинциях Ирана. Забастовки торговцев и других рабочих прошли в десяти городах семи провинций.
В это же время 80 000 человек прошли маршем в Берлине в знак солидарности с движением за права иранских женщин. Тысячи людей также прошли маршем в Лос-Анджелесе, Вашингтоне, Лондоне, Париже, Токио, Сиднее, Стамбуле и в городах по всей Европе.
Бывший председатель городского совета Тегерана Мохсен Хашеми Рафсанджани предложил изменить Конституцию Ирана в ответ на протесты. Бывший министр дорог и городского развития Аббас Ахмад Ахунди призвал священнослужителей поддержать протестующих. Священнослужители Мохаггег Дамад и Асадолла Баят-Зенджани раскритиковали службы безопасности за смерть Амини.
Группа хакеров Black Reward опубликовала 50 гигабайт файлов, связанных с ядерной программой Ирана, включая видео, снятое внутри Бушерской АЭС, а также плановые, финансовые и другие документы программы.
23 октября университетские протесты продолжали распространяться по стране. В Технологическом университете Шарифа студентки пытались войти в столовую вместе со студентами мужского пола, вопреки правилам сегрегации. Члены «Басидж» пытались использовать столы, чтобы предотвратить смешанный вход в столовую. Студенты мужского и женского пола преодолели блокаду, вошли в зал и празднично скандировали.

#### 24—31 октября
24 октября студенты Технологического университета имени Туси отказались слушать выступление Али Бахадори Джахроми, пресс-секретаря президента Раиси. Вместо этого они скандировали и кричали на него.
26 октября протесты расширились: акции затронули 33 города, включая Тегеран, Исфахан и Мешхед, в 23 провинциях. Десятки тысяч скорбящих направились к могиле Амини в Секкезе пешком и на транспорте, чтобы отметить 40 дней со дня её смерти, что традиционно знаменует конец траура в Иране. Протестующие направились в сторону Секкеза, несмотря на предупреждения сил безопасности не проводить церемонию. По словам Hengaw и очевидцев, силовики применили слезоточивый газ и открыли огонь по людям. Более пятидесяти мирных жителей получили огнестрельные ранения. Правительство Ирана заявило, что силы безопасности были вынуждены реагировать на «беспорядки». В регионе правительство также пыталось блокировать использование Интернета. Изображения, которыми поделился Hengaw, показали, что правительство ночью направило большое количество сил безопасности, чтобы заблокировать въезд в Секкез и перекрыть дороги, ведущие к могиле Амини.
Одна из групп студентов университета Амиркабир в Тегеране скандировала в адрес полиции: «Мы свободные женщины, а вы шлюхи». Значительные группы людей собрались в университетах Исфахана, Ахваза, Азада и Шахида Бехешти, а в Мешхеде был сожжён огромный плакат с изображением Али Хаменеи.
В Малайере был застрелен член КСИР. Согласно официальному правительственному информационному агентству IRNA, он был убит «бунтовщиками», что, по данным Института изучения войны, стало 33-м случаем убийства сотрудника сил безопасности.
В тот же день «Исламское государство — Вилаят Хорасан» заявило о поддержке протестующих. По данным Института изучения войны, эти заявления были вероятно направлены на то, чтобы ещё больше разжечь межконфессиональные разногласия в стране. По данным института, вполне вероятно, что правительство воспользуется резнёй в Ширазе, чтобы подавить протесты и отвлечь общественное внимание от протестов, направив гнев на иностранных противников (Исламское государство и Саудовская Аравия).

### Ноябрь
18 ноября в социальных сетях появились кадры горящего дома основателя Исламской республики аятоллы Хомейни в городе Хомейн в центре Ирана. 

Также иранские СМИ сообщили о гибели в городе Сахне, расположенном примерно в 60 км к востоку от города Керманшаха, высокопоставленного офицера КСИР (полковник Надер Байрами, глава разведки КСИР) в ходе попыток разгона демонстрации в курдской провинции Керманшах. Его зарезали, когда он якобы пытался спасти прохожего от разъярённой толпы демонстрантов.
Агентство IRNA сообщило о ещё двух силовиках, убитых демонстрантами в городе Букан в провинции Западный Азербайджан, во время похорон нескольких молодых людей, убитых полицейскими во время предыдущей демонстрации в городе.
По данным правозащитных организаций, в Иране с начала этой волны протестов были убиты по меньшей мере 342 демонстранта.

### Декабрь
Начались публичные казни приговорённых к смерти по обвинению во «вражде против бога». Первого из 11 протестующих, осуждённых за участие в осенних митингах, — Мохсена Шекари — повесили утром 8 декабря, до этого он был обвинён в том, что 25 сентября заблокировал главную дорогу в Тегеране и ранил ножом члена военизированного формирования «Басидж». Вторым стал 23-летний Маджид Реза Рахнавард в шиитском городе Машахд.

## Гражданское неповиновение

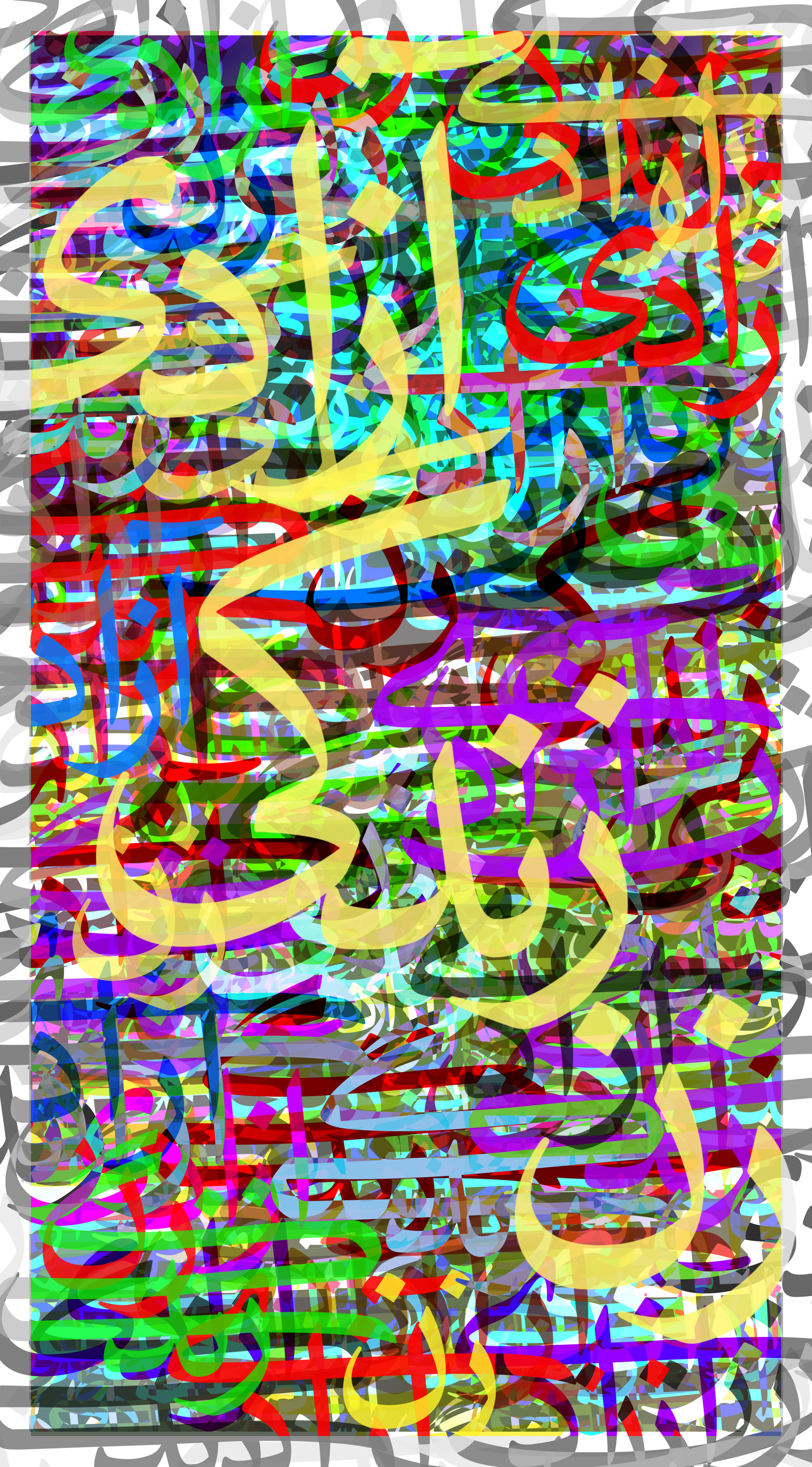
«Женщина, жизнь, свобода» — один из главных лозунгов протестующих

Некоторые университетские преподаватели и профессора заявили о своей поддержке студенческого движения, бойкотируя занятия или уходя в отставку. Среди них были Насролла Хекмат (Университет имени Шахида Бехешти), Аммар Ашури (Исламский университет Азад), Лили Галехдаран (Ширазский университет искусств) и Голамреза Шахбази (Университеты искусства и Суре), а также Алиреза Бахрейни, Шахрам Хазаи и Азин Мовахед (Технологический университет имени Шарифа).

## Лозунги
Демонстранты использовали различные лозунги и плакаты в этих акциях протеста, которые прямо критикуют правительство Исламской Республики Иран и Высшего руководителя Али Хаменеи. Протестующие выразили решительное несогласие с актами нарушения прав человека, совершаемыми, в частности, «Полицией морали». «Женщина, жизнь, свобода» (на изображении) (перс. زن، زندگی، آزادی‎, курд. ژن، ژیان، ئازادی) — популярный лозунг протестов.

## Жертвы

Карта количества убитых протестующих по провинциям Ирана

Карта количества убитых протестующих по округам Ирана

| Провинция              | Число жертв | источник |
| ---------------------- | ----------- | -------- |
| Систан и Белуджистан   | 93          | [ 148 ]  |
| Мазендеран             | 28          | [ 148 ]  |
| Курдистан              | 14          | [ 148 ]  |
| Гилян                  | 12          | [ 148 ]  |
| Западный Азербайджан   | 12          | [ 148 ]  |
| Тегеран                | 11          | [ 148 ]  |
| Керманшах              | 8           | [ 148 ]  |
| Альборз                | 5           | [ 148 ]  |
| Хорасан-Резави         | 3           | [ 148 ]  |
| Исфахан                | 2           | [ 148 ]  |
| Кохгилуйе и Бойерахмед | 2           | [ 148 ]  |
| Зенджан                | 2           | [ 148 ]  |
| Казвин                 | 2           | [ 148 ]  |
| Восточный Азербайджан  | 2           | [ 148 ]  |
| Семнан                 | 1           | [ 148 ]  |
| Илам                   | 1           | [ 148 ]  |
| Бушир                  | 1           | [ 148 ]  |
| Хузестан               | 1           | [ 148 ]  |
| Всего                  | 201         | [ 148 ]  |